# Вигањ
Вигањ је насељено место у саставу општине Оребић, на полуострву Пељешцу, Дубровачко-неретванска жупанија, Република Хрватска.

## Историја
До територијалне реорганизације у Хрватској налазио се у саставу старе општине Корчула.

## Становништво
На попису становништва 2011. године, Вигањ је имао 283 становника.
| Број становника по пописима | Број становника по пописима | Број становника по пописима | Број становника по пописима | Број становника по пописима | Број становника по пописима | Број становника по пописима | Број становника по пописима | Број становника по пописима | Број становника по пописима | Број становника по пописима | Број становника по пописима | Број становника по пописима | Број становника по пописима | Број становника по пописима | Број становника по пописима |
| --------------------------- | --------------------------- | --------------------------- | --------------------------- | --------------------------- | --------------------------- | --------------------------- | --------------------------- | --------------------------- | --------------------------- | --------------------------- | --------------------------- | --------------------------- | --------------------------- | --------------------------- | --------------------------- |
| 1857                        | 1869                        | 1880                        | 1890                        | 1900                        | 1910                        | 1921                        | 1931                        | 1948                        | 1953                        | 1961                        | 1971                        | 1981                        | 1991                        | 2001                        | 2011                        |
| 563                         | 468                         | 482                         | 471                         | 452                         | 414                         | 369                         | 337                         | 235                         | 285                         | 338                         | 346                         | 317                         | 330                         | 322                         | 283                         |

### Попис1991.
На попису становништва 1991. године, насељено место Вигањ је имало 330 становника, следећег националног састава:
| Попис 1991.‍  | Попис 1991.‍  | Попис 1991.‍ | Попис 1991.‍ | Попис 1991.‍ |
| ------------ | ------------ | ----------- | ----------- | ----------- |
|              |              |             |             |             |
| Хрвати       | Хрвати       |             | 305         | 92,42%      |
| Срби         | Срби         |             | 6           | 1,81%       |
| Муслимани    | Муслимани    |             | 1           | 0,30%       |
| Црногорци    | Црногорци    |             | 1           | 0,30%       |
| остали       | остали       |             | 2           | 0,60%       |
| неопредељени | неопредељени |             | 3           | 0,90%       |
| регион. опр. | регион. опр. |             | 3           | 0,90%       |
| непознато    | непознато    |             | 9           | 2,72%       |
| укупно: 330  |              |             |             |             |